# Scenic Cableway
Ne doit pas être confondu avec Scenic Skyway.
Le Scenic Cableway est une ligne australienne de téléphérique à Katoomba, en Nouvelle-Galles du Sud. Longue de 545 mètres, cette installation touristique qui fait partie de Scenic World permet d'accéder à la Jamison Valley. Elle a ouvert en 2000.